# Leptotarsus atrirostris
Leptotarsus atrirostris är en tvåvingeart som först beskrevs av Alexander 1945.  Leptotarsus atrirostris ingår i släktet Leptotarsus och familjen storharkrankar. Inga underarter finns listade i Catalogue of Life.